# Barão de Antonina
Pour les articles homonymes, voir Barão.
Barão de Antonina est une municipalité brésilienne de l'État de São Paulo et de la Microrégion d'Itapeva.
Elle est située au sud-ouest de l'état en bordure de l'état du Paraná.

## Démographie
| Évolution de la population (municipalité) | Évolution de la population (municipalité) | Évolution de la population (municipalité) | Évolution de la population (municipalité) |
| Année                                     | Population                                |                                           | %±                                        |
| ----------------------------------------- | ----------------------------------------- | ----------------------------------------- | ----------------------------------------- |
| 1970                                      | 4 345                                     |                                           | —                                         |
| 1980                                      | 3 950                                     |                                           | −9,1%                                     |
| 1991                                      | 3 028                                     |                                           | −23,3%                                    |
| 2000                                      | 2 794                                     |                                           | −7,7%                                     |
| 2010                                      | 3 116                                     |                                           | 11,5%                                     |
| 2022                                      | 3 531                                     |                                           | 13,3%                                     |
| ,                                         |                                           |                                           |                                           |